# Manfred von Killinger
Le baron Manfred von Killinger, né le 14 juillet 1886 au manoir de Lindigt et mort le 2 septembre 1944 à Săftica près de Bucarest, est un militaire, un diplomate et un homme politique allemand.

## Biographie
Né dans une famille aristocratique originaire du Bade-Wurtemberg, il fait des études secondaires à Meissen et Freiberg. Il entre comme cadet à l'académie militaire de Dresde puis dans les forces navales de l'Empire allemand. Pendant la Première Guerre mondiale il commande une unité navale de torpilleurs « Torpedo V3 » puis prend part à la bataille du Jutland. Après guerre, il intègre les Freikorps et rejoint  la brigade  Ehrhardt  à la tête d'une unité commando d'infiltration. En 1920, il soutient le putsch de Kapp et milite dans divers mouvements nationalistes radicaux comme le Germanenorden, le Wikingbund et l'organisation Consul. Accusé d'être impliqué dans l'assassinat en août 1921 de Matthias Erzberger (signataire de l'armistice de 1918), il est en 1925 acquitté par la cour d'Offenbourg. En 1927, il adhère au parti nazi. Il est élu en 1928 au parlement de Saxe (de) et en 1932 au Reichstag. Il devient un des chefs de la SA en Saxe, Thuringe et Saxe-Anhalt.
En mars 1933, il est nommé Reichskommissar de Saxe par le ministre de l'intérieur Wilhelm Frick et le 5 mai 1933 il en devient le Ministerpräsident  et ministre de l'intérieur. Il interdit dans le Land tous les groupes paramilitaires non affiliés au parti nazi. Sous son autorité, une violente répression est menée contre les communistes et les Juifs. Après la Nuit des Longs Couteaux, il est démis de plusieurs de ses fonctions territoriales et en mars 1935 il est remplacé par Martin Mutschmann à la tête du Land de Saxe. Il devient membre pendant un temps du Volksgerichtshof (tribunal du Peuple).
En 1936, il commence une carrière diplomatique et est nommé premier consul général d'Allemagne à San Francisco jusqu'en 1939. En juillet 1940, il est nommé ambassadeur en République slovaque à Bratislava avec la mission d'installer un réseau de « conseillers allemands » dont le Judenberater (« conseiller-expert pour les affaires juives ») Dieter Wisliceny. Il est nommé en décembre 1940 ambassadeur à Bucarest où il succède à Wilhelm Fabricius (de), et devient le véritable maître de la Roumanie, alors devenue un État satellite du Troisième Reich. Avec son adjoint le Judenberater Gustav Richter, il presse les autorités roumaines d'accélérer l'anéantissement des Juifs. Les Roumains, surtout après Stalingrad, rechignent, et laissent même l'écrivain et poète Tudor Arghezi publier des pamphlets contre lui en 1943.
La situation se dégrade encore plus pour lui à partir de mars 1944, alors que l'Armée rouge est aux portes du pays, dont les autorités chancellent. En juillet 1944, il est remplacé par Carl-August Clodius dont il devient un conseiller. Le 23 août 1944, les Roumains rejoignent les Alliés et déclarent la guerre au Reich : Von Killinger fait irruption au palais royal pour tenter d'enrayer le processus. Le roi Michel Ier et son nouveau Premier ministre Constantin Sănătescu ne cèdent pas aux menaces et lui « conseillent vivement » de « retirer les troupes allemandes du pays pour leur éviter d'être attaquées par l'armée roumaine ». Von Killinger se dirige alors en compagnie de sa secrétaire vers une villa discrète et isolée à Săftica près de Bucarest. Il y est rejoint par le colonel Eugen Cristescu et le général Constantin Tobescu qui réitèrent la proposition du gouvernement roumain d'un départ sans combat de l'armée allemande avant que l'Armée rouge n'arrive. Von Killinger refuse, d'autant qu'il n'avait pas autorité sur le commandant allemand, Johannes Frießner. Cristescu et Tobescu signifient à Von Killinger qu'il est prisonnier assigné à résidence et y laissent des gardes. Apprenant que l'URSS, nouvelle puissance tutélaire de la Roumanie, exigeait de Bucarest que lui soient livrés tous les prisonniers allemands faits par les Roumains, Von Killinger se suicide le 2 septembre 1944.